# I Will Still Be Laughing
I Will Still Be Laughing (укр. я все ще сміятимуся) — пісня гурту Soul Asylum з альбому «Candy From a Stranger» 1998 року.
Як сингл композиція вийшла 11 травня 1998 року у Австрії.

## Відеокліп
На початку відео показано гурт перед виконанням пісні на радіо. Вокаліст гурту Девід Пірнер каже чоловікові з радіостанції речення «But he's wearing skates in July», після чого чоловік починає сміятися, також це чула й жінка, що слухала радіо у авто, після чого вона передала цю фразу людям, що стояли біля катафалка поблизу, і всі люди також починають сміятись. Пізніше це почули й поліцейські, яким вдається розсмішити злочинців та затримати їх. Наприкінці відео натовп усміхнених людей переказує цю фразу незнайомому чоловікові, але він так і не засміявся.

## Список композицій
1. I Will Still Be Laughing (Single Version) 3:35
2. I Will Still Be Laughing (AlbumVersion) 3:45

## Чарти
- US Alt. Rock № 24
- US Mainstream Rock № 23